# Manuel Ibáñez Escofet
Manuel Ibáñez Escofet (Barcelona, 2 de agosto de 1917 - ibídem, 15 de diciembre de 1990) fue un periodista y escritor español. 

## Biografía
Se inició en el periodismo en 1938, como redactor del diario El Matí, de ideología católica, políticamente vinculado a la Unión Democrática de Cataluña. En 1952 fue nombrado subdirector del diario carlista El Correo Catalán, promoviendo su modernización y su giro hacia el catalanismo moderado. Dirigió el diario Tele/eXprés entre 1968 y 1975, siendo uno de los diarios que estuvieron a favor de los sectores democráticos, abriendo las puertas a las nuevas generaciones de periodistas tras la Postguerra, como Manuel Vázquez Montalbán, Francisco Candel, Pere Oriol Costa. Cesó en 1975, incorporándose al periódico La Vanguardia, formando parte del equipo directivo. Fue también asesor de los presidentes de la Generalitat Josep Tarradellas y Jordi Pujol. Dirigió el programa televisivo Les nostres coses (Nuestras cosas) y La nostra Gent (Nuestra gente). 
Alguna de sus obras son: La cuerda floja (1971) y Las raíces y las hojas (1985). Poco antes de su muerte se publicaron sus memorias.